# Вирусна треска О`ньонг ньонг
Треска O'nyong'nyong е арбовирусна инфекция при хората. Причинителят на заболяването е вирус от род Alphavirus, който се пренася от комари от род Anopheles. Вирусът е близък по структура с тези причиняващи заболяванията Чикунгуня и Игбо Ора.

## Исторически сведения за заболяването
Описани са две епидемии от това заболяване. Първата е описана през 1959 - 1962 г. Разпространява се от Уганда към Кения, Танзания, Заир (днес Демократична република Конго), Малави и Мозамбик. Това е най-голямата известна епидемична вълна на арбовирусна инфекция, в която биват заразени около два милиона души. Причинителят е изолиран в Института по вирусология в Ентебе през 1959 г. от кръв на човек и комар от Северна Уганда.
Втората епидемия е описана през 1996 - 1997 г. и поразява около 400 души в Уганда. Предполага се, че и в периода 1904 - 1906 г. преминава епидемична вълна от това заболяване. Това показва, че то се проявява през период от 30 - 50 години.
Описани са епидемични взривове и в Централна и Западна Африка.
Името на болестта идва от един от нилотските езици, луганда разпространен в Уганда и Судан и буквално означава „счупени стави“. На езика ниянджа говорен в Малави болестта се нарича kabadula, което означава „отрязани колена“.

## Етиология
Причинител на треска O'nyong'nyong е вирус от семейство Togaviridae. Той е с диаметър около 60 nm.

## Епидемиология
Вирусът O'nyong'nyong се предава от болен на здрав организъм посредством преносител комари от род Anopheles, като основните вектори са комарите Anopheles funestus и Anopheles gambiae. От епидемията през 1959 г. е установено, че географското разпространение на болестта е с около 3 km на ден.

## Клинични признаци
Инкубационният период е дълъг и надхвърля 11 дена след ухапване. Заболелите хора показват признаци на полиартрит, кожен обрив и треска. Често проявяващи се признаци с главоболие, болка в очите и гърдите, лимфаденит и летаргия. Клиничните признаци продължават 1 - 2 седмици, смъртни случаи не са известни.

## Лечение
Лечението е симптоматично с цел намаляване на болката. Няма разработена ваксина.